# 国道502号
国道502号（こくどう502ごう）は、大分県臼杵市から豊後大野市を経由し、竹田市に至る一般国道である。

## 概要
改正鉄道敷設法別表に記載された「大分県臼杵ヨリ三重ニ至ル鉄道」を実現するため、軽便鉄道敷設用地の買収が進んでいたが、途中でバス路線への転換が決まり、そのまま道路へと転用された区間が大部分を占める。1990年頃までは道幅が狭く、豊後大野市清川町内の区間や竹田市大字竹田など普通乗用車同士の往来も難しい区間が随所に存在していたが、現在は竹田市内の終点付近のバイパス建設等の道路拡幅が進み、全線二車線になった。

### 路線データ
一般国道の路線を指定する政令に基づく起終点および経過地は次のとおり。
- 起点：臼杵市（土橋交差点 = 国道217号交点、大分県道33号臼杵停車場線終点）
- 終点：竹田市（天神交差点 = 国道57号交点、大分県道638号白丹竹田線終点）
- 重要な経過地：大分県大野郡野津町[注釈 2]、同郡三重町[注釈 3]
- 総延長 : 52.3 km（重用延長を含む）[2][注釈 4]
- 重用延長 : 6.5 km[2][注釈 4]
- 未供用延長 : なし[2][注釈 4]
- 実延長 : 45.8 km[2][注釈 4]
  - 現道 : 45.6 km[2][注釈 4]
  - 旧道 : 0.2 km[2][注釈 4]
  - 新道 : なし[2][注釈 4]
- 指定区間：国道10号と重複する区間（臼杵市・日当三差路交差点 - 野津市明治橋交差点）

## 歴史
- 1993年（平成5年）4月1日 - 路線認定。

## 路線状況

### 土砂崩れ
2009年（平成21年）8月10日18時半頃、大分県竹田市片ヶ瀬で土砂崩れが発生し、通行中の車8台が巻き込まれ、5台が土砂に埋もれた。3台が国道から10 m下の大野川に押し流され、乗っていた13人が救出された。このため、豊後大野市緒方町から竹田市の間が通行止めとなっていたが、仮復旧が完了したため、解除された。

### バイパス
- 竹田バイパス
- 岩戸バイパス

### 重複区間
- 国道10号（臼杵市野津町大字宮原・日当三差路交差点 - 臼杵市野津町大字野津市・野津市明治橋交差点）
- 国道326号（豊後大野市三重町芦刈・三重原交差点 - 豊後大野市三重町市場・市場一区交差点）

### 道路施設

#### 橋梁
- 一木橋（田井ケ迫川、臼杵市）
- 弁天橋（玉田川、豊後大野市、国道326号重複区間内）
- 岩戸橋（奥岳川、豊後大野市）
- 新滑瀬橋（大野川、竹田市）

#### トンネル
- 新小田無トンネル：延長173 m、1976年（昭和51年）竣工、竹田市
- 七万石トンネル：延長283 m、2003年（平成15年）竣工、竹田市
- 岡の里トンネル：延長180 m、2003年（平成15年）竣工、竹田市

#### 道の駅
- きよかわ（豊後大野市）

## 地理

### 通過する自治体
- 大分県
  - 臼杵市 - 豊後大野市 - 竹田市

### 交差する道路
| 交差する道路                                | 市町村名   | 交差する場所     | 交差する場所         |
| ------------------------------------------- | ---------- | ---------------- | -------------------- |
| 国道217号 大分県道33号臼杵停車場線          | 臼杵市     | 温井             | 土橋交差点 / 起点    |
| E10 東九州自動車道                          | 臼杵市     | 大字野田         | 16 臼杵IC            |
| 大分県道633号川登臼杵線                     | 臼杵市     | 大字掻懐         |                      |
| 大分県道25号臼杵上戸次線                    | 臼杵市     | 大字武山         | 障子岩交差点         |
| 国道10号 重複区間起点                       | 臼杵市     | 野津町大字宮原   | 日当三差路交差点     |
| 大分県道204号津久見野津線                   | 臼杵市     | 野津町大字野津市 |                      |
| 国道10号 重複区間終点                       | 臼杵市     | 野津町大字野津市 | 野津市明治橋交差点   |
| 国道326号 重複区間起点                      | 豊後大野市 | 三重町芦刈       | 三重原交差点         |
| 大分県道35号三重弥生線                      | 豊後大野市 | 三重町市場       |                      |
| 大分県道517号三重停車場線                   | 豊後大野市 | 三重町市場       | 市場ロータリー交差点 |
| 国道326号 重複区間終点                      | 豊後大野市 | 三重町市場       | 市場一区交差点       |
| 大分県道718号伏野三重線                     | 豊後大野市 | 三重町秋葉       |                      |
| 大分県道26号三重野津原線                    | 豊後大野市 | 清川町臼尾       |                      |
| 大分県道45号宇目清川線                      | 豊後大野市 | 清川町砂田       | 砂田交差点           |
| 大分県道410号牧口徳田竹田線                 | 豊後大野市 | 清川町天神       |                      |
| 奥肥後グリーンロード                        | 豊後大野市 | 緒方町井上       |                      |
| 大分県道634号六種緒方線                     | 豊後大野市 | 緒方町井上       |                      |
| 大分県道210号緒方大野線                     | 豊後大野市 | 緒方町馬場       | 馬場交差点           |
| 大分県道46号緒方朝地線                      | 豊後大野市 | 緒方町下自在     | 三郎大橋北交差点     |
| 大分県道・宮崎県道7号緒方高千穂線           | 豊後大野市 | 緒方町上自在     | 原尻の滝入口交差点   |
| 大分県道・熊本県道・宮崎県道8号竹田五ヶ瀬線 | 竹田市     | 大字竹田         | 運動公園入口交差点   |
| 国道57号 大分県道638号白丹竹田線            | 竹田市     | 大字飛田川       | 天神交差点 / 終点    |

### 交差する鉄道
- 豊肥本線

### 沿線
- 臼杵市
  - 白馬渓
  - 臼杵磨崖仏（国宝）
- 豊後大野市
  - 原尻の滝（日本の滝百選）
  - 白山川（名水百選、大分県道45号宇目清川線沿い）
  - 沈堕の滝
  - 沈堕発電所跡地（近代化遺産）
- 竹田市
  - 竹田温泉
  - 瀧廉太郎記念館
  - 旧竹田荘
  - 岡城跡・岡城公園（日本100名城・日本さくら名所100選）
  - 竹田湧水群（名水百選、大分県道・熊本県道・宮崎県道8号竹田五ヶ瀬線沿い）